# Динамо (Любомль)
«Динамо» — футбольний клуб із Любомля. Чемпіон Волинської області 1952 і 1954 років, другий призер 1955 року.

## Історія
Учасник обласних змагань 1952—1955 років.
У фінальній грі першості області 1952 року «Динамо» змагалося проти «Локомотива» (Ковель). Гра закінчилася внічию, тому довелося проводити перегравання. У ньому динамівці перемогли 3:2.
1954 року команда з Любомля повторила успіх — у фінальному турнірі за участю 6 найкращих команд «Динамо» здобуло чемпіонське звання, а віце-чемпіона «Локомотив» (Ковель) обіграно з рахунком 6:2. Склад команди: А. Борсуков, А. Масонов, Є. Кордюков, А. Матасов, Ю. Хемедулін, М. Каширін, В. Єфімов, В. Каюков, С. Єфремов, В. Ніколайчев, А. Березін, В. Васильєв.